# Défi mondial de l'endurance
Le Défi mondial de l'endurance, renommé par la suite Défi 2000, était une compétition d'ultra-triathlon organisée au Fontanil-Cornillon en Isère (France) entre 1988 et 2001. L'épreuve consistait à effectuer consécutivement 11,4 km de natation, 540 km de cyclisme et 126,6 km de course à pied, c'est-à-dire des distances triples de celles de l'Ironman.  

## Histoire
La création du Défi mondial de l'endurance s'inscrit dans une création récente, le triathlon sur des distance de grand fond : l'Ironman d'Hawaï organisé pour la première fois en 1978  et le Double Iron de Huntsville (Alabama) qui voit le jour en 1985.
Le Défi mondial de l'endurance est la première course de ce format.  Il voit le jour grâce à la passion du triathlète et maire de la commune Jean-Yves Poirier.  Lorsqu'il disparaît en 2002, en raison de l'absence de soutien de la commune, d'autres épreuves sur cette distance ont été organisées, notamment le Triple-Ultra-Triathlon Lansahn en Allemagne (1992-2007) et le Virginia Triple Iron Triathlon à Spotsylvania aux États-Unis (1999-2006).

## Format de l'épreuve
Les épreuves sont :
- Natation : 456 longueurs en bassin de 25 mètres ou 228 en bassin olympique ;
- Cyclisme : 47 boucles de 12,1 km sur une route ouverte à la circulation ;
- Course à pied : 45 tours sur un circuit fermé de 2,8 km.

En 2001, l'organisation comprend une équipe médicale importante : cinq médecins, huit kinésithérapeutes, deux podologues et dix secouristes.  En plus des officiels et des gendarmes mobilisés, près de 200 bénévoles sont chargés de contrôler la course.

## Palmarès
| Année | Partants | Homme             | Homme            | Femme              | Femme            |
| Année | Partants | Nom               | Temps            | Nom                | Temps            |
| ----- | -------- | ----------------- | ---------------- | ------------------ | ---------------- |
| 1988  | 10       | Ken Wiseman       | 39 h 38 min 40 s | —                  | —                |
| 1989  | 9        | Dominique Callard | 39 h 52 min 12 s | Silvia Andonie     | 51 h 53 min 02 s |
| 1990  | 28       | Wolfgang Erhart   | 37 h 38 min 40 s | —                  | —                |
| 1991  | 31       | Wolfgang Erhart   | 38 h 00 min 53 s | —                  | —                |
| 1992  | 29       | Wolfgang Erhart   | 35 h 30 min 29 s | Angelica Castaneda | 46 h 30 min 48 s |
| 1993  | 29       | Claude Lahoussine | 36 h 09 min 20 s | Astrid Benöhr      | 43 h 36 min 45 s |
| 1994  | 41       | Wolfgang Erhart   | 33 h 28 min 16 s | Astrid Benöhr      | 40 h 19 min 28 s |
| 1995  | 46       | Erik Seedhouse    | 37 h 49 min 11 s | Astrid Benöhr      | 41 h 59 min 22 s |
| 1996  | 33       | Erik Seedhouse    | 35 h 55 min 43 s | Astrid Benöhr      | 44 h 18 min 49 s |
| 1997  | 48       | Dominique Martino | 35 h 36 min 23 s | Astrid Benöhr      | 40 h 09 min 12 s |
| 1998  | 30       | Anatoly Levsha    | 35 h 32 min 37 s | Astrid Benöhr      | 40 h 16 min 06 s |
| 2000  | 25       | Pascal Jolly      | 36 h 06 min 07 s | Astrid Benöhr      | 41 h 37 min 36 s |
| 2001  | 26       | Emmanuel Conraux  | 35 h 43 min 44 s | Astrid Benöhr      | 45 h 26 min 10 s |